# Limfjord

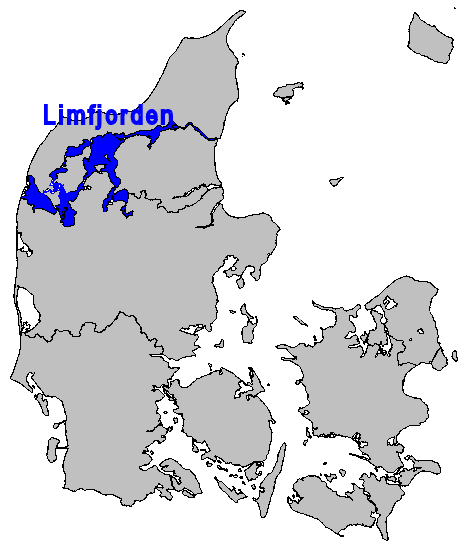
Localització del Limfjord a Dinamarca

El Limfjord (en danès: Limfjorden, literalment "fiord de calç") és un estret de Dinamarca que separa l'illa de Vendsyssel-Thy de la resta de la península de Jutlàndia. S'estén des de Thyborøn (Municipi de Lemvig) al Mar del Nord fins a Hals (Municipi d'Aalborg) al Kattegat al llarg d'uns 180 km amb una superfície d'uns 1.500 km². Presenta una forma molt irregular amb nombroses badies, passatges estrets i illes, entre les quals destaca l'illa de Mors. Tot i que originàriament era un fiord, avui dia ja no ho és.
La seva màxima fondària s'assoleix a Hvalpsund amb 24 metres i el seu principal port és la ciutat d'Aalborg on hi ha un pont que uneix la ciutat amb el nucli de Nørresundby.
El Limfjord és conegut pels seus musclos (de l'espècie Mytilus edulis) i per les seves ostres, molt apreciades per la seva mida i qualitat.

## Història
Canut II de Dinamarca l'hauria travessat el 1027 durant el seu retorn a Anglaterra. Segons Saxo Grammaticus el Limfjord es va tancar en algun moment entorn el 1200. El 3 de febrer del 1825 una inundació va provocar una obertura, el canal d'Agger, a l'istme que unia Vendsyssel-Thy amb la resta de la península de Jutlàndia. L'itsme era anomenat Agger Tange i tenia una 13 km de llarg i menys d'un kilòmetre d'ample.
El 1862 una altra inundació va provocar una altra obertura al que restava de l'Agger Tange, el canal de Thyborøn. El canal d'Agger es va anar omplint de sorra i es va tancar el 1877, mentre que el canal de Thyborøn s'ha mantingut obert des d'aleshores mitjançant una neteja contínua. El tancament del canal de Thyborøn s'ha discutit contínuament, entre altres coses, per protegir-se de les onades de tempesta a la part occidental del Limfjord.